# Caio Pontino
Caio Pontino (em latim: Gaius Pomptinus) foi um político e general romano que sufocou uma revolta entre os gauleses alóbroges entre 62 e 60 a.C., o que lhe valeu um triunfo em 54 a.C..

## Carreira
Em 71 a.C., Pontino serviu como legado de Crasso durante a revolta de Espártaco (73-71 a.C.) na península Itálica. Em 63 a.C., foi eleito pretor e ajudou Cícero a desbaratar a Conspiração de Catilina. Ele e Lúcio Valério Flaco foram os responsáveis por apreender as cartas que os alóbroges haviam escrito aos conspiradores perguntando qual seria a recompensa pela sua participação. No ano seguinte, Pontino foi recebeu o governo da Gália Transalpina, onde Sérvio Sulpício Galba serviu como legado. Em 61 a.C., sufocou uma revolta dos alóbroges, mas não conseguiu celebrar um triunfo em 59 a.C. por causa da obstrução de vários senadores, incluindo Públio Servílio Vácia Isáurico e Catão, o Jovem. 
Em 54 a.C, Galba, eleito pretor, e o cônsul Ápio Cláudio Pulcro o ajudaram e ele conseguiu finalmente celebrar o triunfo. Em 51 a.C., Pontino acompanhou Cícero quando ele foi governador da Cilícia.